# Nogent-le-Phaye

Nogent-le-Phaye este o comună în departamentul Eure-et-Loir, Franța. În 1 ianuarie 2022 avea o populație de 1.463 de locuitori.